# Pierre Fade
La Pierre Fade, appelée aussi dolmen de Ménardeix, est le seul édifice encore visible d'un groupe qui comportait trois dolmens. Elle est située à Pionnat dans le département de la Creuse.

## Historique
Les trois dolmens étaient connus sous le nom de Pierre Fade, deux furent détruits à la fin du XIXe siècle. Dans la description donnée par Pierre de Cessac vers 1880, il n'en demeure plus que deux mais le troisième, dont la table fut prélevée pour servir dans un pressoir à cidre vers 1859, serait enfoui sous un amoncellement de pierrailles

## Description
Pierre de Cessac décrit un premier dolmen, qui était constitué de cinq supports et recouvert d'une table de forme trapézoïdale, mesurant 2 m de long d'est en ouest et 1,75 m de large du nord au sud, dont l'angle nord-est avait été brisé. Les deux plus grands piliers, au nord et au sud, mesuraient 1,80 m de long, 1,60 m de large et 1,50 m de hauteur, tandis que les plus petits, à l'est, mesuraient en moyenne 0,60 m de large. Toutes les dalles étaient en granite. Il est désormais détruit.
Le seul édifice actuellement visible est un dolmen simple, de forme rectangulaire, constitué de deux supports, une dalle de chevet et une dalle de fermeture, l'ensemble étant recouvert d'une unique table, pratiquement carrée (2,35 m par 2,60 m), qui déborde des trois premiers supports et ne recouvre le quatrième que partiellement. 
| Dalle                                                                                           | Longueur | Hauteur |
| ----------------------------------------------------------------------------------------------- | -------- | ------- |
| Pilier nord                                                                                     | 1,60 m   | 0,85 m  |
| Pilier ouest                                                                                    | 1 m      | 0,90 m  |
| Pilier sud                                                                                      | 1,80 m   | 0,85 m  |
| Pilier est                                                                                      | 2,38 m   | 0,80 m  |
| Données : Liste critique et descriptive des monuments mégalithiques du département de la Creuse |          |         |

Toutes les dalles sont en granite. La chambre mesure 1,60 m de long sur 1 m de large pour une hauteur de 1 m. Le dolmen est orienté sud-est/nord-ouest.
Le troisième dolmen aurait disposé d'une table de couverture de 3,78 m de longueur sur 3,48 m de largeur qui reposait sur trois supports dont le plus élevé mesurait 0,90 m de hauteur.